# Puttenbergmolen
De Puttenbergmolen is een windmolenrestant in de tot de Vlaams-Brabanstse gemeente Begijnendijk behorende plaats Betekom, gelegen aan de Pater Damiaanstraat 5.
Deze ronde stenen molen van het type beltmolen fungeerde als korenmolen en oliemolen.

## Geschiedenis
De molen werd opgericht in 1847. Aanvankelijk uitsluitend een korenmolen werd er in 1852 ook een inrichting voor het persen van olie toegevoegd. In 1873 werd een stoommachine geplaatst en deze werd in 1910 vervangen door een motor. Niettemin werd er ook nog op de wind gemalen.
In augustus 1914 werd de molen door de Duitse bezetter in brand gestoken. Later werd nog een elektromotor geplaatst die een maalinrichting met walsen aandreef. Deze maalinrichting is bewaard gebleven, de molenromp is beschermd.
De molenromp is gedeeltelijk ingebouwd. De molenbelt werd afgegraven. Er zijn enkele woningen verschenen op de plaats waar in de 19e eeuw een industriegebouw stond waar zwavelbrokken werden gemalen. Hiervan is een vierkante bakstenen schoorsteen en de zwavelmolen bewaard gebleven. De laatste werd buiten opgesteld.